# Municipio de Mill Creek (condado de Mercer)
El municipio de Mill Creek  (en inglés: Mill Creek Township) es un municipio ubicado en el condado de Mercer en el estado estadounidense de Pensilvania. En el año 2000 tenía una población de 639 habitantes y una densidad poblacional de 13.0 personas por km².

## Geografía
El municipio de Mill Creek se encuentra ubicado en las coordenadas 41°25′00″N 80°01′59″O / 41.41667, -80.03306.

## Demografía
Según la Oficina del Censo en 2000 los ingresos medios por hogar en la localidad eran de $39,219 y los ingresos medios por familia eran $41,023. Los hombres tenían unos ingresos medios de $30,903 frente a los $23,125 para las mujeres. La renta per cápita para la localidad era de $16,928. Alrededor del 7,7% de la población estaban por debajo del umbral de pobreza.